# Oblates de Saint François de Sales
Ne doit pas être confondu avec Filles de Saint François de Sales ou Sœurs de Saint François de Sales.
Les Oblates de Saint François de Sales (en latin : Oblati Sancti Francisci Salesii) forment une congrégation religieuse féminine enseignante et missionnaire de droit pontifical.

## Histoire
Troyes connaît un grand essor industriel au milieu du XIXe siècle avec l'ouverture de filatures, mais les conditions sociales des ouvriers et des ouvrières sont précaires. L'abbé Louis Brisson fonde l'Œuvre de Saint François de Sales dont il demande à la supérieure du couvent des Visitandines, Mère Marie de Sales Chappuis, d'assurer l'administration. Elle y consent et permet à deux novices, Léonie Aviat et Lucie Canuet, de quitter le couvent pour fonder une nouvelle congrégation qui est rattachée à cette œuvre d'éducation de la jeunesse pauvre. 
Le 30 octobre 1868, Léonie Aviat et Lucie Canuet reçoivent l'habit des mains de Mgr Mermillod, évêque de Genève. Léonie prend le nom de Françoise de Sales Aviat, et elle est désignée comme première supérieure des oblates (ce qui veut dire « offertes » en latin) en vivant la spiritualité de saint François de Sales. Sa profession religieuse a lieu le 11 octobre 1871 dans une France troublée après la guerre contre les Prussiens et l'installation d'un nouveau régime. En 1872, la congrégation de Sainte-Marie de Lorette fondée en 1823 par l'abbé Christophe-Édouard-François de Malet qui avait pour vocation d'accueillir les jeunes filles pauvres, fusionne avec la nouvelle congrégation.
La congrégation se diffuse rapidement en France en se vouant à diverses tâches de promotion sociale, surtout en faveur des classes pauvres. Elles s'associent également à l'apostolat missionnaire des Oblats de Saint François de Sales en ouvrant une maison en Afrique du Sud, puis une autre en Équateur. Elles sont chassées de France par les lois anti-catholiques de la IIIe République en 1904. Elles reviennent une vingtaine d'années plus tard. Pie X approuve la congrégation le 4 avril 1911.

## Activité et diffusion
Les sœurs gèrent des écoles et des œuvres de promotion sociale, ainsi que des maisons de retraite et des orphelinats.
Elles sont présentes en:
- Europe : France, Autriche, Suisse, Italie.
- Amérique : États-Unis, Équateur, Colombie.
- Afrique : Afrique du Sud, Namibie.

La maison généralice est à Troyes. 
En 2017, la congrégation comptait 334 sœurs dans 46 maisons. 